# Liste des matchs de l'équipe du Kenya de football par adversaire
Cette liste présente les matchs de l'équipe du Kenya de football par adversaire rencontré.
- Haut – A
- B
- C
- D
- E
- F
- G
- H
- I
- J
- K
- L
- M
- N
- O
- P
- Q
- R
- S
- T
- U
- V
- W
- X
- Y
- Z

## A

### Algérie

#### Confrontations
Confrontations entre l'Algérie et le Kenya :
|   | Date              | Lieu                  | Match           | Score | Compétition                                                           |
| - | ----------------- | --------------------- | --------------- | ----- | --------------------------------------------------------------------- |
| 1 | 18 septembre 1977 | Alger Algérie         | Algérie - Kenya | 4-1   | Qualifications à la Coupe d'Afrique des nations 1978 (1er tour)       |
| 2 | 2 octobre 1977    | Nairobi Kenya         | Kenya - Algérie | 2-1   | Qualifications à la Coupe d'Afrique des nations 1978 (1er tour)       |
| 3 | 4 août 1985       | Nairobi Kenya         | Kenya - Algérie | 0-0   | Qualifications à la Coupe d'Afrique des nations 1986 (2e tour)        |
| 4 | 18 août 1985      | Alger Algérie         | Algérie - Kenya | 3-0   | Qualifications à la Coupe d'Afrique des nations 1986 (2e tour)        |
| 5 | 2 juin 1996       | Nairobi Kenya         | Kenya - Algérie | 3-1   | Tours préliminaires à la Coupe du monde 1998 (zone Afrique, 1er tour) |
| 6 | 14 juin 1996      | Alger Algérie         | Algérie - Kenya | 1-0   | Tours préliminaires à la Coupe du monde 1998 (zone Afrique, 1er tour) |
| 7 | 28 septembre 1997 | Dar es Salam Tanzanie | Algérie - Kenya | 0-1   | Match amical                                                          |
| 8 | 23 juin 2019      | Le Caire              | Algérie - Kenya | 2-0   | Coupe d'Afrique des nations 2019 (gr. C)                              |

#### Bilan
Au 3 juillet 2019 :
- Total de matchs disputés : 8
- Victoires de l'Algérie : 4
- Matchs nuls : 1
- Victoires du Kenya : 3
- Total de buts marqués par l'Algérie : 12
- Total de buts marqués par le Kenya : 7

### Angola
| Date             | Lieu          | Match          | Score | Compétition                                 |
| ---------------- | ------------- | -------------- | ----- | ------------------------------------------- |
| 8 octobre 2006   | Luanda Angola | Angola - Kenya | 3-1   | Qualifications pour la Coupe d'Afrique 2008 |
| 8 septembre 2007 | Nairobi Kenya | Kenya - Angola | 2-1   | Qualifications pour la Coupe d'Afrique 2008 |

#### Bilan
- Total de matchs disputés : 2
- Victoires de l'équipe d'Angola : 1
- Victoires de l'équipe du Kenya : 1
- Match nul : 0

### Australie
| Date              | Lieu                    | Match             | Score | Compétition  |
| ----------------- | ----------------------- | ----------------- | ----- | ------------ |
| 21 septembre 1996 | Pretoria Afrique du Sud | Australie - Kenya | 4-0   | Match amical |

#### Bilan
- Total de matchs disputés : 1
- Victoires de l'équipe d'Australie : 1
- Victoires de l'équipe du Kenya : 0
- Match nul : 0

## C

### Comores

#### Confrontations
Confrontations entre le Kenya et les Comores :
|   | Date         | Lieu        | Match           | Score | Compétition                                                                 |
| - | ------------ | ----------- | --------------- | ----- | --------------------------------------------------------------------------- |
| 1 | 18 mai 2014  | Nairobi     | Kenya - Comores | 1-0   | Qualifications à la Coupe d'Afrique des nations 2015 (2e tour préliminaire) |
| 2 | 30 mai 2014  | Mitsamiouli | Comores - Kenya | 1-1   | Qualifications à la Coupe d'Afrique des nations 2015 (2e tour préliminaire) |
| 3 | 24 mars 2018 | Marrakech   | Kenya - Comores | 2-2   | Match amical                                                                |

#### Bilan
Au 17 avril 2019 :
- Total de matchs disputés : 3
- Victoires du Kenya : 1
- Matchs nuls : 2
- Victoires des Comores : 0
- Total de buts marqués par le Kenya : 4
- Total de buts marqués par les Comores : 3

## E

### Émirats arabes unis

#### Confrontations
Confrontations entre les Émirats arabes unis et le Kenya :
|   | Date             | Lieu | Match                       | Score | Compétition  |
| - | ---------------- | ---- | --------------------------- | ----- | ------------ |
| 1 | 21 décembre 2003 |      | Émirats arabes unis - Kenya | 2-2   | Match amical |

#### Bilan
Au 12 avril 2019 :
- Total de matchs disputés : 3
- Victoires des Émirats arabes unis : 2
- Matchs nuls : 0
- Victoires du Kenya : 1
- Total de buts marqués par les Émirats arabes unis : 9
- Total de buts marqués par le Kenya : 5

## M

### Maroc
| Date            | Lieu            | Match         | Score | Compétition                                              |
| --------------- | --------------- | ------------- | ----- | -------------------------------------------------------- |
| 9 février 2005  | Rabat Maroc     | Maroc - Kenya | 5-1   | Tours préliminaires à la Coupe du monde de football 2006 |
| 18 juin 2005    | Nairobi Kenya   | Kenya - Maroc | 0-0   | Tours préliminaires à la Coupe du monde de football 2006 |
| 14 octobre 2014 | Marrakech Maroc | Maroc - Kenya | 3-0   | Match amical                                             |

#### Bilan
- Total de matchs disputés : 3
- Victoires de l'équipe du Maroc : 2
- Victoires de l'équipe du Kenya : 0
- Match nul : 1

### Maurice
| Date             | Lieu                | Match           | Score | Compétition                                       |
| ---------------- | ------------------- | --------------- | ----- | ------------------------------------------------- |
| 4 juillet 1971   | Kenya               | Kenya - Maurice | 2-1   | Qualifications Coupe d'Afrique des nations 1972   |
| 18 juillet 1971  | Maurice             | Maurice - Kenya | 0-0   | Qualifications Coupe d'Afrique des nations 1972   |
| 10 décembre 1972 | Port-Louis, Maurice | Maurice - Kenya | 1-3   | Qualifications Coupe du monde 1974                |
| 17 décembre 1972 | Nairobi, Kenya      | Kenya - Maurice | 2-2   | Qualifications Coupe du monde 1974                |
| 12 juillet 1981  | La Réunion          | Kenya - Maurice | 2-1   | Coupe de l'Océan Indien                           |
| 7 octobre 2015   | Curepipe, Maurice   | Maurice - Kenya | 2-5   | Qualifications Coupe du monde 2018 (premier tour) |
| 11 octobre 2015  | Nairobi, Kenya      | Kenya - Maurice | 0-0   | Qualifications Coupe du monde 2018 (premier tour) |

#### Bilan
- Total de matchs disputés : 7
- Victoires de l'équipe de Maurice : 0
- Victoires de l'équipe du Kenya : 4
- Match nul : 3

## R

### République centrafricaine

#### Confrontations
Confrontations entre la République centrafricaine et le Kenya :
|   | Date         | Lieu      | Match                             | Score | Compétition  |
| - | ------------ | --------- | --------------------------------- | ----- | ------------ |
| 1 | 27 mars 2018 | Marrakech | Kenya - République centrafricaine | 2-3   | Match amical |

#### Bilan
Au 19 avril 2019 :
- Total de matchs disputés : 1
- Victoires de la République centrafricaine : 1
- Matchs nuls : 0
- Victoires du Kenya : 0
- Total de buts marqués par la République centrafricaine : 3
- Total de buts marqués par le Kenya : 2

## S

### Sénégal

#### Confrontations
Confrontations entre le Sénégal et le Kenya :
|   | Date             | Lieu     | Match           | Score | Compétition                              |
| - | ---------------- | -------- | --------------- | ----- | ---------------------------------------- |
| 1 | 3 mars 1990      | Annaba   | Sénégal - Kenya | 0-0   | Coupe d'Afrique des nations 1990 (gr. B) |
| 2 | 16 janvier 1992  | Dakar    | Sénégal - Kenya | 3-0   | Coupe d'Afrique des nations 1992 (gr. A) |
| 3 | 30 janvier 2004  | Bizerte  | Sénégal - Kenya | 3-0   | Coupe d'Afrique des nations 2004 (gr. B) |
| 4 | 1er juillet 2019 | Le Caire | Kenya - Sénégal | 0-3   | Coupe d'Afrique des nations 2019 (gr. C) |

#### Bilan
Au 3 juillet 2019 :
- Total de matchs disputés : 4
- Victoires du Sénégal : 3
- Matchs nuls : 1
- Victoires du Kenya : 0
- Total de buts marqués par le Sénégal : 9
- Total de buts marqués par le Kenya : 0

### Seychelles
| Date             | Lieu                 | Match              | Score | Compétition                        |
| ---------------- | -------------------- | ------------------ | ----- | ---------------------------------- |
| 18 novembre 1992 | Tanzanie             | Kenya - Seychelles | 2-1   | Coupe CECAFA des nations 1992      |
| 6 juin 1998      | Kenya                | Kenya - Seychelles | 1-1   | Match amical                       |
| 13 juin 1998     | Seychelles           | Seychelles - Kenya | 0-1   | Match amical                       |
| 11 novembre 2011 | Victoria, Seychelles | Seychelles - Kenya | 0-3   | Qualifications Coupe du monde 2014 |
| 15 novembre 2011 | Nairobi, Kenya       | Kenya - Seychelles | 4-0   | Qualifications Coupe du monde 2014 |
| 28 mars 2015     | Victoria, Seychelles | Seychelles - Kenya | 0-2   | Match amical                       |

#### Bilan
- Total de matchs disputés : 6
- Victoires de l'équipe des Seychelles : 0
- Victoires de l'équipe du Kenya : 5
- Match nul : 1

### Sierra Leone

#### Confrontations
Confrontations entre la Sierra Leone et le Kenya :
|   | Date         | Lieu     | Match                | Score | Compétition                                                  |
| - | ------------ | -------- | -------------------- | ----- | ------------------------------------------------------------ |
| 1 | 10 juin 2017 | Freetown | Sierra Leone - Kenya | 2-1   | Qualifications à la Coupe d'Afrique des nations 2019 (gr. F) |

#### Bilan
Au 22 avril 2019 :
- Total de matchs disputés : 1
- Victoires de la Sierra Leone : 1
- Matchs nuls : 0
- Victoires du Kenya : 0
- Total de buts marqués par la Sierra Leone : 2
- Total de buts marqués par le Kenya : 1

### Somalie

#### Confrontations
Confrontations entre la Somalie et le Kenya :
|   | Date             | Lieu         | Match           | Score           | Compétition                                                              |
| - | ---------------- | ------------ | --------------- | --------------- | ------------------------------------------------------------------------ |
| 1 | 4 décembre 1977  | Mogadiscio   | Somalie - Kenya | 0-1             | Coupe CECAFA des nations 1977 (en)(gr. A)                                |
| 2 | 11 novembre 1978 | Lilongwe     | Kenya - Somalie | 1-0             | Coupe CECAFA des nations 1978 (en)(1er tour)                             |
| 3 | 9 novembre 1984  | Mogadiscio   | Somalie - Kenya | 1-0             | Qualifications à la Coupe d'Afrique des nations 1986 (tour préliminaire) |
| 4 | 23 novembre 1984 | Nairobi      | Kenya - Somalie | 1-0 (tab : 4-3) | Qualifications à la Coupe d'Afrique des nations 1986 (tour préliminaire) |
| 5 | 8 décembre 1984  | Mbale        | Kenya - Somalie | 1-1 (tab : 5-4) | Coupe CECAFA des nations 1984 (gr. B)                                    |
| 6 | 26 novembre 1994 | Nairobi      | Kenya - Somalie | 3-1             | Coupe CECAFA des nations 1994 (gr. A)                                    |
| 7 | 12 décembre 2001 | Kigali       | Kenya - Somalie | 3-0             | Coupe CECAFA des nations 2001 (gr. A)                                    |
| 8 | 14 décembre 2004 | Addis-Abeba  | Somalie - Kenya | 0-1             | Coupe CECAFA des nations 2004 (gr. B)                                    |
| 9 | 14 décembre 2007 | Dar es Salam | Somalie - Kenya | 0-2             | Coupe CECAFA des nations 2007 (gr. A)                                    |

#### Bilan
Au 4 mai 2019 :
- Total de matchs disputés : 9
- Victoires de la Somalie : 1
- Matchs nuls : 1
- Victoires du Kenya : 7
- Total de buts marqués par la Somalie : 3
- Total de buts marqués par le Kenya : 13

### Soudan du Sud
Confrontations entre le Kenya et le Soudan du Sud :
|   | Date             | Lieu    | Match                 | Score | Compétition                           |
| - | ---------------- | ------- | --------------------- | ----- | ------------------------------------- |
| 1 | 27 novembre 2012 | Kampala | Soudan du Sud - Kenya | 0-2   | Coupe CECAFA des nations 2012 (gr. A) |
| 2 | 30 novembre 2013 | Nairobi | Kenya - Soudan du Sud | 3-1   | Coupe CECAFA des nations 2013 (gr. A) |

#### Bilan
Au 4 mai 2019 :
- Total de matchs disputés : 2
- Victoires du Kenya : 2
- Matchs nuls : 0
- Victoires du Soudan du Sud : 0
- Total de buts marqués par le Kenya : 5
- Total de buts marqués par le Soudan du Sud : 1

### Suisse
| Date            | Lieu          | Match          | Score | Compétition  |
| --------------- | ------------- | -------------- | ----- | ------------ |
| 6 décembre 1983 | Mombasa Kenya | Kenya - Suisse | 0-0   | Match amical |

Bilan
- Total de matchs disputés : 1
- Victoires de l'équipe de Suisse : 0 (0 %)
- Victoires de l'équipe du Kenya : 0 (0 %)
- Match nul : 1 (100 %)

## T

### Tanzanie

#### Confrontations
Confrontations entre la Tanzanie et le Kenya :
|    | Date              | Lieu         | Match            | Score | Compétition                                                                |
| -- | ----------------- | ------------ | ---------------- | ----- | -------------------------------------------------------------------------- |
| 1  | 23 février 1967   |              | Tanzanie - Kenya | 0-2   | Match amical                                                               |
| 2  | 9 octobre 1967    | Nairobi      | Kenya - Tanzanie | 5-3   | Match amical                                                               |
| 3  | 6 janvier 1969    | Addis-Abeba  | Tanzanie - Kenya | 1-2   | Match amical                                                               |
| 4  | 16 février 1969   | Nairobi      | Kenya - Tanzanie | 0-1   | Qualifications à la Coupe d'Afrique des nations 1970 (1er tour)            |
| 5  | 1er mars 1969     | Dar es Salam | Tanzanie - Kenya | 1-1   | Qualifications à la Coupe d'Afrique des nations 1970 (1er tour)            |
| 6  | 1er octobre 1969  | Kampala      | Kenya - Tanzanie | 0-3   | Match amical                                                               |
| 7  | 25 septembre 1971 |              | Kenya - Tanzanie | 1-1   | Match amical                                                               |
| 8  | 27 septembre 1973 |              | Tanzanie - Kenya | 2-1   | Coupe CECAFA des nations 1973 (gr. B)                                      |
| 9  | 10 octobre 1974   | Dar es Salam | Tanzanie - Kenya | 0-0   | Coupe CECAFA des nations 1974 (en) (gr. A)                                 |
| 10 | 7 novembre 1975   | Lusaka       | Kenya - Tanzanie | 3-2   | Coupe CECAFA des nations 1975 (en) (demi-finale)                           |
| 11 | 6 novembre 1976   | Zanzibar     | Kenya - Tanzanie | 1-1   | Coupe CECAFA des nations 1976 (gr. B)                                      |
| 12 | 3 novembre 1979   | Nairobi      | Kenya - Tanzanie | 0-0   | Coupe CECAFA des nations 1979 (gr. A)                                      |
| 13 | 5 juillet 1980    | Nairobi      | Kenya - Tanzanie | 3-1   | Tours préliminaires à la Coupe du monde 1982 (zone Afrique, 1er tour)      |
| 14 | 19 juillet 1980   | Dar es Salam | Tanzanie - Kenya | 5-0   | Tours préliminaires à la Coupe du monde 1982 (zone Afrique, 1er tour)      |
| 15 | 20 novembre 1981  | Dar es Salam | Tanzanie - Kenya | 1-0   | Coupe CECAFA des nations 1981 (gr. A)                                      |
| 16 | 28 novembre 1981  | Dar es Salam | Tanzanie - Kenya | 0-1   | Coupe CECAFA des nations 1981 (finale)                                     |
| 17 | 18 novembre 1983  | Nairobi      | Kenya - Tanzanie | 0-0   | Coupe CECAFA des nations 1983 (gr. A)                                      |
| 18 | 8 octobre 1985    | Harare       | Kenya - Tanzanie | 3-2   | Coupe CECAFA des nations 1985 (gr. A)                                      |
| 19 | 16 décembre 1987  | Addis-Abeba  | Kenya - Tanzanie | 3-2   | Coupe CECAFA des nations 1987 (gr. A)                                      |
| 20 | 10 novembre 1988  | Lilongwe     | Kenya - Tanzanie | 2-0   | Coupe CECAFA des nations 1988 (gr. A)                                      |
| 21 | 5 novembre 1989   | Nairobi      | Kenya - Tanzanie | 2-1   | Coupe CECAFA des nations 1989 (gr. A)                                      |
| 22 | 1er décembre 1994 | Nairobi      | Kenya - Tanzanie | 0-1   | Coupe CECAFA des nations 1994 (gr. A)                                      |
| 23 | 25 octobre 2000   | Nairobi      | Kenya - Tanzanie | 2-0   | Match amical                                                               |
| 24 | 27 octobre 2001   | Arusha       | Tanzanie - Kenya | 3-1   | Match amical                                                               |
| 25 | 18 mai 2002       | Arusha       | Tanzanie - Kenya | 0-5   | Match amical                                                               |
| 26 | 30 novembre 2002  | Mwanza       | Tanzanie - Kenya | 1-0   | Coupe CECAFA des nations 2002 (gr. A)                                      |
| 27 | 14 décembre 2002  | Mwanza       | Tanzanie - Kenya | 2-3   | Coupe CECAFA des nations 2002 (finale)                                     |
| 28 | 22 mars 2003      | Nairobi      | Kenya - Tanzanie | 4-0   | Match amical                                                               |
| 29 | 11 octobre 2003   | Dar es Salam | Tanzanie - Kenya | 0-0   | Phase qualificative de la Coupe du monde 2006 (zone Afrique, 1er tour)     |
| 30 | 15 novembre 2003  | Nairobi      | Kenya - Tanzanie | 3-0   | Phase qualificative de la Coupe du monde 2006 (zone Afrique, 1er tour)     |
| 31 | 30 septembre 2006 | Dar es Salam | Tanzanie - Kenya | 0-0   | Match amical                                                               |
| 32 | 8 décembre 2007   | Dar es Salam | Tanzanie - Kenya | 2-1   | Coupe CECAFA des nations 2007 (gr. A)                                      |
| 33 | 29 mars 2008      | Nairobi      | Kenya - Tanzanie | 1-0   | Qualifications au Championnat d'Afrique des nations 2009 (zone Centre-Est) |
| 34 | 12 avril 2008     | Dar es Salam | Tanzanie - Kenya | 2-0   | Qualifications au Championnat d'Afrique des nations 2009 (zone Centre-Est) |
| 35 | 11 janvier 2009   | Kampala      | Tanzanie - Kenya | 1-2   | Coupe CECAFA des nations 2008 (demi-finale)                                |
| 36 | 11 août 2010      | Dar es Salam | Tanzanie - Kenya | 1-1   | Match amical                                                               |
| 37 | 23 novembre 2010  | Dar es Salam | Tanzanie - Kenya | 1-0   | Match amical                                                               |
| 38 | 14 novembre 2012  | Mwanza       | Tanzanie - Kenya | 1-0   | Match amical                                                               |
| 39 | 10 décembre 2013  | Nairobi      | Kenya - Tanzanie | 1-0   | Coupe CECAFA des nations 2013 (demi-finale)                                |
| 40 | 29 mai 2016       | Nairobi      | Kenya - Tanzanie | 1-1   | Match amical                                                               |
| 41 | 11 décembre 2017  | Kisumu       | Kenya - Tanzanie | 1-0   | Coupe CECAFA des nations 2017 (gr. A)                                      |
| 42 | 27 juin 2019      | Le Caire     | Kenya - Sénégal  | 0-3   | Coupe d'Afrique des nations 2019 (gr. C)                                   |

#### Bilan
Au 3 juillet 2019 :
- Total de matchs disputés : 42
- Victoires de la Tanzanie : 12
- Matchs nuls : 10
- Victoires du Kenya : 20
- Total de buts marqués par la Tanzanie : 45
- Total de buts marqués par le Kenya : 59